# Guido Falaschi
Guido Martín Falaschi (Las Parejas, Santa Fe, 1 de octubre de 1989-Balcarce, Buenos Aires, 13 de noviembre de 2011) fue un piloto argentino de automovilismo.
Se hizo conocer a nivel nacional al obtener el campeonato 2008 de Fórmula Renault Argentina, donde logró el salto de calidad que le permitiera competir en primera clase. Fue subcampeón de TC Pista (segunda división del Turismo Carretera) en 2008 y se coronó campeón de Top Race en 2010, al triunfar en el Torneo Inaugural Copa América en el primer semestre de ese año. Su actuación en el Turismo Carretera y en el Top Race hizo que este joven fuera uno de los pilotos más destacados de la última década. Se desempeñaba en el Turismo Carretera, dentro del equipo HAZ Racing Team, y en el Top Race, con el equipo Oil Competición. El 7 de agosto de 2011, Falaschi obtendría la que sería su primera y única victoria en el Turismo Carretera, al conseguir el éxito en el Autódromo Eusebio Marcilla de Junín.
Falleció el 13 de noviembre de 2011 tras protagonizar un fatal accidente en el Autódromo Juan Manuel Fangio de Balcarce, mientras disputaba la 15.ª fecha del campeonato de Turismo Carretera. Al momento de su muerte, Falaschi se encontraba disputando la corona de ese año, siendo uno de los 12 pilotos clasificados al playoff del TC para compulsar por la Copa de Oro Río Uruguay Seguros que definía al campeón de esa categoría. Al mismo tiempo, también estaba clasificado en la etapa final de la temporada 2011 de Top Race V6.

## Biografía

### Comienzos en el kart
Guido Falaschi comenzó a forjar fuerte y decididamente su carrera deportiva al competir en la clase Promocional Stihl, en el año 1998 con sus 9 años recién cumplidos. En esta categoría, consigue una seguidilla de cuatro podios consecutivos con tres triunfos y un segundo lugar. Este andar, le facilita el ascenso a la categoría Pre Juniors, donde en su primer año consigue finalizar entre los 10 primeros, para luego subirse al Campeonato Argentino de Karts donde finalizó 15º en el torneo. Su andar continúa y en la misma temporada, compite en el grupo CNK 1 de Pre Juniors, donde finaliza 4º en el torneo apertura y es subcampeón en el torneo clausura. Entre 2000 y 2004, lograría una destacada cosecha de títulos, siendo Campeón del Certamen Nocturno de la Asociación Provincial de Karts, Campeón del Torneo Clausura del Campeonato Bonaerense, campeón de la categoría Juniors del Campeonato Bonaerense, Campeón del Campeonato Argentino de Karting de la categoría Juniors con 4 triunfos de las 5 fechas corridas, y dos veces subcampeón de la categoría Seniors del Campeonato Argentino y del Bonaerense de Kartings.

### Fórmula Renault y TC Pista
En 2005, debutó con 15 años en la Fórmula Renault Elf, finalizando 15.º en su primer año en la categoría. En 2006, obtiene su primera poleposition en la categoría en el circuito de Buenos Aires. Este logro lo repetiría en el circuito de Paraná. Este mismo año, logra subir al podio en tres oportunidades: San Juan, Resistencia y General Roca. Este año, Falaschi finalizó en 6.ª posición. En 2007 continúa en esta categoría, la cual cambió su nombre a Formula Renault 1.6., consiguiendo dos pole positions (General Roca y Bahía Blanca) y seis podios en siete carreras disputadas (Comodoro Rivadavia, Bahía Blanca, San Martín, Alta Gracia, Santa Fe y San Rafael).
En 2008, Falaschi experimentó uno de sus mejores años en la faz deportiva, ya que a su incursión en la Fórmula Renault, se le sumó su debut en el TC Pista, la segunda división del Turismo Carretera. Este año, encontró a Guido peleando los títulos en ambos frentes, coronándose finalmente en la Fórmula Renault 1.6 Argentina sobre el chaqueño Matías Muñoz Marchesi. En el TC Pista, su debut se dio a bordo de un Ford Falcon, marca con la cual identificaría gran parte de su carrera deportiva. Su debut no fue nada modesto, ya que peleó hasta la última instancia el campeonato con Agustín Canapino, piloto con quien entablaría una gran amistad. Finalmente, el título fue a parar a manos de Canapino, sin empañar lo logrado hasta ese momento por Falaschi. Este subcampeonato, no solo le permitió ascender al Turismo Carretera, sino también le abrió las puertas a una nueva categoría: El Top Race.

### Turismo Carretera, TC 2000 y Top Race

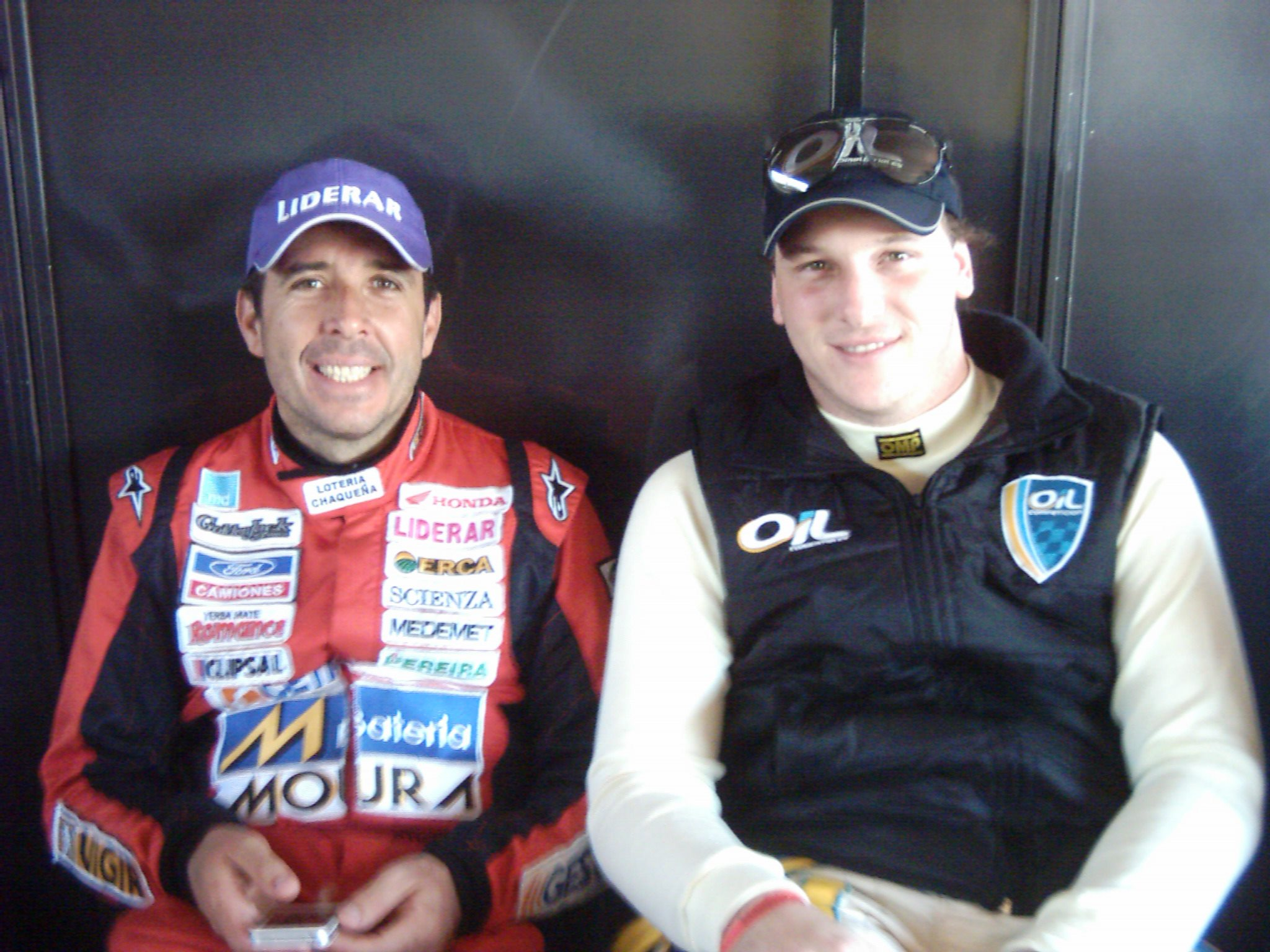
Durante la parte final de su carrera deportiva, Falaschi compartiría pista con el piloto Juan Manuel Silva.

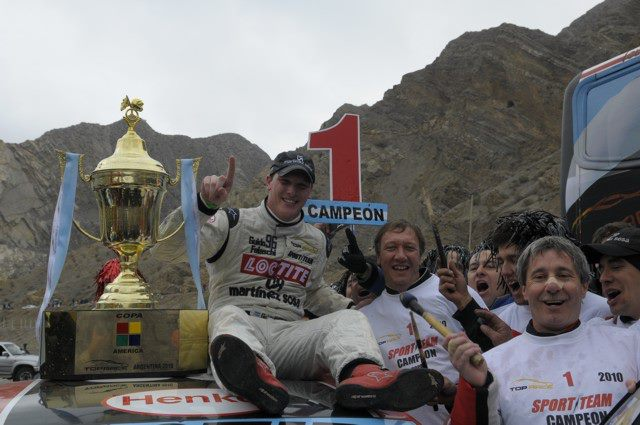
Falaschi campeón del TRV6 2010.

En 2009, se produjo su doble debut en el Turismo Carretera y el Top Race. En la primera categoría, Falaschi debuta al mando de un Ford Falcon en el equipo Mar y Sierras de Sergio Polze, mientras que en la segunda categoría, lo hace a bordo de un Ford Mondeo preparado por el chasista Alberto Canapino, padre de Agustín. En el Turismo Carretera, las cualidades de Falaschi, satisfacen las expectativas de su director Polze, quién decide tenerlo en cuenta para abarcar un proyecto aún mayor.
Precisamente, 2010 es el año de consagración de Falaschi, quien inicia su actividad en el TRV6 en el equipo Sport Team, presentado por Polze en la categoría y siempre a bordo de un Ford Mondeo. El piloto santafesino, por primera vez en su carrera, comparte equipo con su camarada Agustín Canapino, con quién finalmente se disputaría nuevamente un título de campeón. Ambos pilotos llegaban a la instancia final de la Copa América 2010 del Top Race, con distintas posibilidades de ser campeón. Finalmente, esta consagración quedaría en manos de Falaschi, quien así logró obtener su primer título en el automovilismo grande de la Argentina. Al finalizar este año, por primera vez cambió de marca al subirse a un Mercedes-Benz Clase C, que dejara vacante su compañero de equipo Julián Falivene. 
Para el año 2011, Falaschi fue confirmado como piloto en el equipo Sport Team, presentándose dos nuevos desafíos: El primero, el de continuar la temporada 2011 de TRV6 a bordo del Mercedes-Benz y el segundo, su incursión en el TC 2000 compitiendo con apoyo semioficial de la marca Renault a bordo de un Fluence. A su vez, en el Turismo Carretera, Falaschi fue convocado por la escudería HAZ Racing Team. 
En el TRV6, Falaschi había arrancado las dos primeras fechas sin resultados óptimos. Sin embargo, un confuso episodio ocurrido entre Falaschi y Canapino, luego de la tercera fecha del Campeonato de Top Race, provocó la partida de Falaschi del Sport Team de TRV6, yendo a competir al Oil Competición, equipo donde recaló para seguir compitiendo con un Mercedes-Benz. Bajo el ala de esta escudería, conseguiría alzarse con dos triunfos y se clasificaría para la Etapa de Definición del Torneo.
En TC 2000, Falaschi permaneció dentro del Sport Team, más allá de su desvinculación en TRV6. En esta categoría, compartiría equipo junto al piloto Martín Serrano, llevando adelante la responsabilidad de representar de manera semioficial a la marca Renault. Falaschi obtendría su primer triunfo de TC 2000 en el Autódromo de Termas de Río Hondo.
Mientras que en el Turismo Carretera el panorama estaría lleno de altibajos en la carrera de Guido. En esta categoría también conseguiría su primer triunfo en el circuito de Junín al imponerse al comando de su Ford Falcon. Falaschi se convertiría en el ganador número 199 del historial del TC.Sin embargo, a pesar de haber obtenido la clasificación al playoff, sumado a su victoria habilitante para aspirar al título, una polémica situación ocurrida con el piloto Diego Aventín en la competencia corrida en Paraná, fue motivo para que la Comisión Directiva de la ACTC lo suspenda por dos fechas. Esto, sumado al fallecimiento de César Filippa (mecánico de Falaschi en el equipo HAZ), fueron una pesada mochila que el joven piloto cargó hasta llegada la competencia en el Autódromo Juan Manuel Fangio de Balcarce.

### Accidente mortal

Autódromo Juan Manuel Fangio de Balcarce, circuito donde tendría lugar el fatal accidente.

El día 13 de noviembre de 2011, Guido Falaschi disputó la decimoquinta fecha del campeonato de Turismo Carretera la cual tuvo su desarrollo en el Autódromo Juan Manuel Fangio de Balcarce. En la antevíspera, Agustín Canapino había sufrido un grave accidente del cual pudo salir ileso; pero que hizo poner en el punto de mira al sistema de seguridad del circuito, ya que su vehículo golpeó a alta velocidad el muro de contención destruyédolo y cruzó por encima de un talud, saliendo del autódromo por el aire y precipitándose a tierra en una zona vacía de público. En esos dos días, Falaschi había establecido el mejor tiempo de clasificación y había roto el récord del circuito. Tras la realización de las series, Falaschi largó detrás de Mauro Giallombardo. 
Pero a dos vueltas del final, en la curva 8, los punteros se encontraron con el vehículo rezagado de Leonel Larrauri, quien intentando darles lugar resbaló sobre el aceite dejado por un rival averiado, perdió el control y golpeó contra el muro externo de la curva, que tenía gomas de protección sin asegurar y sueltas en una zona no indicada para ello. Tras esto, su auto golpeó el de Falaschi, quien salió impulsado a más de 200 km/h contra el muro externo, golpeándolo duramente y destruyendo el muro de neumáticos que debía servir como contención y cuyos componentes no estaban debidamente asegurados. Rebotando en las gomas no aseguradas el coche ingresó de nuevo a pista, donde fue golpeado por  Guillermo Ortelli y quedó nuevamente sobre el asfalto, justo en el medio de la pista y atravesado. El golpe fatal fue por parte de Néstor Girolami, quien al instante impactó a más de 150 km/h en el lateral derecho del auto de Falaschi, al que no pudo ver por la nube de tierra que se levantó sobre el lugar durante los sucesos anteriores.
Los auxiliares médicos se presentaron en el lugar de los hechos y trasladaron a Falaschi al Hospital de Balcarce, Aunque realmente Guido falleció en el acto, confirmandoló el mismo Rodolfo Balinotti en el Programa "Felpa 24".
Al momento de su fallecimiento, Guido Falaschi estaba clasificado a las fases finales de los campeonatos de Turismo Carretera y TRV6, para poder disputar el título en ambas categorías. Tanto en TRV6 como en TC 2000 se realizaron homenajes alrededor de los coches que utilizara el piloto, luego de conocida la noticia de su deceso.

#### Investigación posterior y consecuencias
Las causales del accidente fueron investigadas, desde la maniobra efectuada por Larrauri y hasta la seguridad del autódromo. El deceso de Falaschi se produjo por una fractura de la base de cráneo producida por el último impacto lateral que sufrió.
Los neumáticos que debieron haber contenido al auto de Falaschi no estaban correctamente colocados y sujetado, siendo sujetado por redes de pesca y cuerdas incumpliendo lo exigido por la Federación Internacional del Automóvil. A su vez, se trataban de neumáticos de camión en vez de neumáticos de coches turismo. Las banquinas no se encontraban en buen estado debido a que unas remodelaciones del circuito fueron terminadas poco antes de la carrera, hallándose unas zonas prácticamente inacabadas. Al momento del accidente, una gran nube de polvo invadió la pista, dificultando la visión de los pilotos que llegaban al lugar. Según el periodista Diego Zorrero, interés políticos presionaron para que se apresurara el evento y la inauguración de las obras. Por otro lado, las características del terreno dificultaban la existencia de grandes vías de escape que redujeran el riesgo en caso de accidentes.
Oscar Aventín, entonces presidente de la ACTC, habló por primera vez públicamente dos días después del accidente. Afirmó que no hubo fallos en la seguridad de la pista y que se trató de una fatalidad sin responsables. Cuando se le preguntó sobre las gomas de contención que no quejaron sujetas, afirmó que estas cumplieron su función a pesar de ello. Juan María Traverso, múltiple campeón del automovilismo argentino y presidente de la Asociación Argentina de Volantes, cuestionaría duramente las condiciones de seguridad y la precaria atención médica, con Rodolfo Balinotti a la cabeza, que recibiera Falaschi en el lugar del accidente.
Una vez conocida la noticia del fallecimiento, el empresario Fernando Hidalgo, titular del equipo HAZ Racing Team, anunció el retiro de dicha escudería de esa categoría, ante la falta de respuestas por parte de ACTC ante los interrogantes abiertos en torno a la muerte de Falaschi. A su vez, Hidalgo anunciaría la disolución del HAZ dentro de todo el ámbito automovilístico argentino, alegando que "el HAZ Murió con Falaschi". Tras esta decisión, Hidalgo formaría sobre la base del ex HAZ una nueva estructura pensada como un homenaje al malogrado piloto. Esta escudería fue bautizada con el nombre de PSG-16 Team, siglas de la expresión Por Siempre Guido más el número 16, el último número que usara Falaschi en el TC.
Tras el accidente, el autódromo de Balcarce fue cerrado y permaneció en estado de abandono durante varios años, hasta que a finales de década comenzaron obras para la reactivación del predio para la realización de campeonatos regionales.
En 2020, Néstor Girolami habló sobre el accidente en una entrevista de Campeones. Afirmó que muchos lo culparon de una muerte de la cual no fue culpable y que el choque fue inevitable.
En abril de 2022, se ratificó la condena a la ACTC por la muerte de Falaschi y por daño moral. Se concluyó que la carrera no debió realizarse ya que no se contaban con las condiciones de seguridad necesarias. La asociación debió abonar un aproximado de AR$3.500.000 a la familia del piloto.

## Resumen de carrera
| Temporada | Categoría                      | Equipo                    | Carreras | Victorias | Poles | VR | Podios | Puntos | Pos. |
| --------- | ------------------------------ | ------------------------- | -------- | --------- | ----- | -- | ------ | ------ | ---- |
| 2005      | Fórmula Renault Argentina 1.6  |                           | 13       | 0         | 0     | 0  | 0      | 35     | 15.º |
| 2006      | Fórmula Renault Argentina 1.6  | 14                        | 0        | 2         | 2     | 3  | 72     | 6.º    |      |
| 2007      | Fórmula Renault Argentina 1.6  | Sportteam Formula         | 14       | 1         | 3     | 2  | 7      | 132    | 2.º  |
| 2008      | Fórmula Renault Argentina 1.6  | GF Racing                 | 14       | 4         | 3     | 6  | 9      | 202    | 1.º  |
| 2008      | Fórmula 3 Sudamericana         | PropCar Racing            | 2        | 0         | 0     | 1  | 1      | 13     | 14.º |
| 2008      | TC Pista                       |                           | 15       | 2         | 1     | 2  | 5      | 192    | 2.º  |
| 2009      | Top Race V6                    | Canapino Racing           | 13       | 0         | 0     | 0  | 1      | 7      | 29.º |
| 2009      | Turismo Carretera              | Sportteam                 | 13       | 0         | 0     | 0  | 0      | 41.5   | 35.º |
| 2010      | Torneo Clausura de Top Race V6 | Sportteam Competición     | 6        | 0         | 0     | 0  | 1      | 4      | 5.º  |
| 2010      | Turismo Competición 2000       | Renault Lo Jack Team      | 1        | 0         | 0     | 0  | 0      | 0      | NC†  |
| 2010      | Copa América de Top Race V6    | Sportteam TRV6            | 6        | 1         | 1     | 2  | 2      | 123    | 1.º  |
| 2010      | Turismo Carretera              | Mar y Sierras Competición | 16       | 0         | 1     | 0  | 1      | 112.25 | 16.º |
| 2011      | Turismo Competición 2000       | Sportteam Competición     | 12       | 1         | 0     | 1  | 2      | 85.5   | 13.º |
| 2011      | Turismo Carretera              | HAZ Racing Team           | 12       | 1         | 1     | 0  | 4      | 148    | 9.º  |
| 2011      | Top Race V6                    | Sportteam TRV6            | 11       | 2         | 0     | 1  | 4      | 34     | 14.º |
| Fuente:   |                                |                           |          |           |       |    |        |        |      |

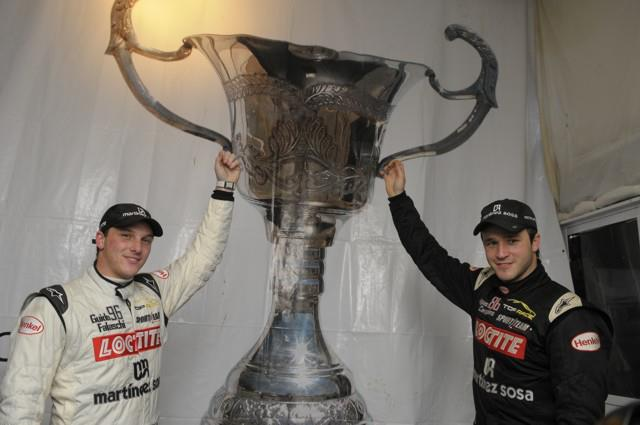
Falaschi junto a Canapino, campeones del Top Race en 2010.

- † Era piloto invitado, por lo que no sumó puntos.

## Resultados

### Turismo Competición 2000
| Año  | Equipo                | Auto              | 1   | 2   | 3   | 4   | 5   | 6   | 7  | 8   | 9   | 10  | 11  | 12  | 13  | Res. | Puntos |
| ---- | --------------------- | ----------------- | --- | --- | --- | --- | --- | --- | -- | --- | --- | --- | --- | --- | --- | ---- | ------ |
| 2010 |                       |                   | PDE | SMM | GR  | AG  | RES | TRH | LR | SFE | SFE | CEN | OBE | BA  | PDF | -    | -      |
| 2010 | Renault Lo Jack Team  | Renault Mégane II |     |     |     |     |     |     |    |     |     |     |     | Ret |     | -    | -      |
| 2011 |                       |                   | GR  | SFE | SFE | SMM | SJU | RES | AG | TRH | LPL | TRE | JUN | PDF | PAR | 13°  | 85,5   |
| 2011 | Sportteam Competición | Renault Fluence   | Ret | Ret | 15  | 3   | 8   | Ret | 12 | 1   | 9   | 17  | 14  | Ex. |     | 13°  | 85,5   |

## Palmarés
| Título     | Categoría                 | Automóvil       | Año  |
| ---------- | ------------------------- | --------------- | ---- |
| Campeón    | Fórmula Renault Argentina | Tito 02-Renault | 2008 |
| Subcampeón | TC Pista                  | Ford Falcon     | 2008 |
| Campeón    | Copa América de Top Race  | Ford Mondeo II  | 2010 |

### Otras distinciones
| Año  | Título     | Especialidad                                                                                                 |
| ---- | ---------- | --- |
| 2000 | Campeón    | Certamen Nocturno de la APK de karts (Prov. de Bs. As.)                                                      |
| 2001 | Campeón    | Torneo Clausura del Campeonato Bonaerense de karts                                                           |
| 2002 | Campeón    | Categoría Juniors del Campeonato Bonaerense de karts                                                         |
| 2003 | Campeón    | Categoría Juniors del Campeonato Argentino de Karting                                                        |
| 2004 | Subcampeón | Categoría Seniors del Campeonato Argentino de Karting Categoría Seniors del Campeonato Bonaerense de Karting |